# 志賀直方
志賀 直方（しが なおかた、なおまさ、1879年（明治12年） - 1937年（昭和12年）11月28日）は、日本の政治運動家、陸軍軍人。最終階級は歩兵大尉。小説家・志賀直哉の叔父。

## 概説
志賀直哉の祖父志賀直道の兄・志賀直員（正斎）の娘夫婦の子として生まれる。幼いときに両親が病死したため、直道の養子となる。直哉の4歳上の又従兄になるが戸籍上は叔父となる。小説『和解』等に「鎌倉の叔父」としてしばしば登場する。
直哉の学習院入学と同時に直方も学習院に編入。中等科6年の時、家に忘れた靴を取りに帰ろうとして門衛を突き飛ばし、退院処分となるが、院長の近衛篤麿の配慮で1年後に復学。この恩義からのちに篤麿の息子近衛文麿の後見役として尽力する。
1901年（明治34年）11月、陸軍士官学校（13期）を卒業し、1902年（明治35年）6月、歩兵少尉任官。日露戦争に従軍し、奉天会戦で右目を失明した。1905年（明治38年）11月9日、歩兵大尉に昇進し、その後退役。荒木貞夫陸軍大将と親しく、その他にも真崎甚三郎、小畑敏四郎、柳川平助ら皇道派と密接な関係となる。
鎌倉の建長寺に参禅し、それが縁で後藤隆之助と知り合い、親交を深め後援者となる。
大正末年から大日本連合青年団の理事となる。1930年のロンドン海軍軍縮会議を日本の危機と考え、貴族院の井上清純、井田磐楠両議員、小林順一郎砲兵大佐らと三六クラブ」を結成し、近衛文麿の擁立運動を展開する。
後藤隆之助の後援者として昭和研究会の設立に協力。のち後藤と対立した。
1937年、念願の第一次近衛内閣の成立から5か月後、狭心症の発作を起こし急死した。墓所は青山霊園(1イ2-14)。